# St. Georg (Frankweiler)
Die protestantische Kirche St. Georg ist ein Bauwerk in Frankweiler. Sie steht unter Denkmalschutz.

## Lage
Die Kirche befindet sich in der örtlichen Weinstraße, die in diesem Bereich mit der Landesstraße 507 identisch ist, und trägt die Hausnummer 14. Sie ist Teil der Denkmalzone Ortskern. Unmittelbar neben ihr steht das ebenfalls denkmalgeschützte Rathaus.

## Beschreibung
Die Kirche ist im Wesentlichen im spätgotischen Stil gehalten. Der Turm ist mit der Jahreszahl 1487 bezeichnet. Die Langhausfundamente und das Südportal sind mit 1489 bezeichnet. Die Haube des Turmes stammt aus der Zeit des Barock. Der Saalbau stammt aus dem Jahr 1788.
Die Orgel wurde 1972 von Werner Owart gebaut. Ihr historisches Gehäuse stammt aus dem Jahr 1805 und wurde von Franz Bernhard Seuffert errichtet. Sie wurde 2007 von Markus Graser restauriert.

## Geschichte
Die Kirche trug vor der Reformation das Patrozinium St. Georg; den Namen behielt sie auch, als sie im Zuge der Einführung der Reformation evangelisch wurde. Sie gehört zur protestantischen Kirchengemeinde in der Evangelischen Kirche der Pfalz Rhodt-Frankweiler.